# Parque Ecológico do Gameiro
O Parque Ecológico do Gameiro é um parque de Portugal localizado na Vila de Cabeção, Município de Mora.
Foi no Açude do Gameiro, na ribeira da Raia, que se criou o Parque Ecológico do Gameiro. Este complexo é uma zona de lazer constituída por praia fluvial, parque de campismo, parque de merendas, parque infantil, bar/cafetaria, passadiço de madeira ao longo da ribeira da Raia, campo de jogos e Centro de Interpretação Ambiental (CIAmb). 
O Parque Ecológico do Gameiro é a área envolvente do Fluviário de Mora.